# Camillo Pace
Camillo Pace (Paglieta, 13 de maig de 1862 – Pescara, 1948) va ser un pastor protestant i educador italià, conegut per la seva obra d'evangelització i per haver donat a conèixer, durant la Segona Guerra Mundial, l'existència d'una resistència antinazi protestant a Alemanya.
De molt jove, el 1879, es va allistar a la Guardia di Finanza. Acabat el servei militar, es dedica al comerç. La trobada amb el protestantisme i amb l'Església dels Germans té lloc a Pescara, on comença a estudiar teologia, estudis que segueix a Anglaterra, a Londres i a Plymouth.
A partir del 1889 Pace comença una intensa activitat d'evangelització a Abruzzo, a Paglieta, Gissi, Lanciano i Pescara. Uns anys més tard, el 1925, es va mudar amb la seva esposa Lucia Pace a Florència, on es va unir al grup de direcció de l'Istituto Comandi, un centre d'acollida i d'educació per als orfes o nens sense família. El 1928 publica un tractat religiós titulat Sant Agustí, Bisbe d'Hipona i Doctor de l'Església.
Dotat d'una forta personalitat des del 1930, amb Gino Veronesi, Pace és el director del setmanari Ebenezer, un petit periòdic imprès a l'Instituto Commandi, que publica escrits oberts a les idees més modernes, i que mostra interès en la qüestió de la resistència protestant al nazisme a Alemanya.
Per haver estat inscrit a la maçoneria en la seva joventut, abans de la seva conversió religiosa, i per haver-se manifestat sempre, en els seus sermons, contrari a la guerra, Pace fou perseguit pel règim feixista de Mussolini i el 1942 va ser confinat a Calàbria. Al final de la guerra torna a Pescara.
Camillo Pace va tenir cinc fills, entre els quals recordem Aurelio Pace, membre del Partito d'Azione a Florència, historiador de la UNESCO i pare de l'artista fundador del Filtranisme Joseph Pace, i de Mario Vonwiller de l'Església dels Germans a Suïssa.
Pace va morir el 1948 a Pescara, a la casa del seu fill Aurelio i de la seva filla Franchina Cardile, germana del pintor Antonio Cardile.